# Ursula Cavalcanti
Ursula Cavalcanti (Fiesole; 29 de noviembre de 1965- Florencia; 22 de septiembre de 2005) era el nombre artístico de Patrizia Grazzini, una actriz pornográfica italiana.
Trabajó con importantes directores italianos como Silvio Bandinelli, Mario Salieri, Jenny Forte y Steve Morelli.

## Filmografía
- Le Due anime di Ursula,(1997) de Marzio Tangeri.
- Mamma,(1998) de Silvio Bandinelli.
- Gioventù Bruciata, (1999),de Silvio Bandinelli.
- Festival!, (1999) de Silvio Bandinelli.
- Anni di piombo,(1999) de Silvio Bandinelli.
- Macbeth,(1999) de Silvio Bandinelli.
- Storie di ordinaria follia,(1999) de Marco Trevi.
- Grazie Zia(1999),de Silvio Bandinelli.
- La Polizia Ringrazia,(2000) de Silvio Bandinelli.
- Cuba (2000), de Silvio Bandinelli
- Ursula e le collegiali, (2002)de Jenny Forte.
- Ursula e le Forze Armate, (2002)de Ursula Cavalcanti.
- Tutto in una notte, (2002)de Jenny Forte.
- Il Re di Napoli, (2002)de Max Bellocchio.(solo lésbico)
- Ursula e La Terza Età, (2002)de Mario Salieri.
- Sesso Pericoloso, (2004)de Steve Morelli.
- Puttane si nasce, (2004)de Jenny Forte.
- Come tira la patatina (2004),de Steve Morelli
- Affari di sorelle, (2004)de Michael Bernini.
- Le Voglie di Gloria(2005),de Steve Morelli
- Nemiche... Amiche, (2005)de Steve Morelli.
- Fiche d'Italia( Recopilatorio)
- Io Ursula Cavalcanti, de Mario Salieri.(recopilatorio)